# Natriumpolywolframat
Natriumpolywolframat (auch Natriummetawolframat, engl. sodium polytungstate, kurz SPT) ist ein relativ neues Mittel zur Herstellung einer Schwerflüssigkeit.

## Eigenschaften
SPT ist im Festzustand ein weißes, kristallines Pulver bzw. in wässriger Lösung eine leicht gelbgrüne, transparente Flüssigkeit. In kristalliner Form handelt es sich um ein 12-fach aggregiertes Isopolywolframat mit einer molaren Masse von 2986,12 g·mol−1. Den Modellen nach ist das Polywolframat aus Oktaedern aufgebaut, wobei sich die Sauerstoffionen an den Ecken und die Wolframionen in der Mitte der Oktaeder befinden. In der Darstellung als Kugelmodell bilden die Sauerstoffionen eine dichteste Kugelpackung, wobei die Wolframionen sich in den jeweiligen Oktaederlücken befinden. Der Struktur nach handelt es sich bei dieser Verbindung um ein sogenanntes „echtes“ Metawolframat mit der Formel Na6[H2W12O40]. Von den echten Metawolframaten ist bekannt, dass die beiden Wasserstoffatome im zentralen Hohlraum des Polyanions vorhanden sind und die Kugelschale nicht durchdringen können.

## Verwendung
Durch seine extrem hohe Löslichkeit in Wasser (max. Dichte bis 3,1 g·cm−3) eignet es sich als Schwerflüssigkeit.
SPT ist nicht toxisch, nicht brennbar, geruchsneutral und darüber hinaus besitzt es als Lösung eine sehr geringe Viskosität, wobei jedoch die Lösungen hoher Konzentration schon relativ hohe Viskositäten aufweisen.